# Campionati europei di ginnastica artistica femminile 2012 - Parallele asimmetriche
La finale ad attrezzo alle parallele asimmetriche dei 29° Campionati Europei si è svolta nella Brussels Expo dell'Atomium di Bruxelles, Belgio, il 13 maggio 2012.

## Vincitrici
| Oro                     | Argento                   | Bronzo                     |
| Viktorija Komova Russia | Anastasija Grišina Russia | Nataliya Kononenko Ucraina |

## Qualificazioni
| Pos. | Ginnasta            | Totale | Qual. |
| ---- | ------------------- | ------ | ----- |
| 1    | Viktorija Komova    | 15.508 | Q     |
| 2    | Anastasija Grišina  | 15.333 | Q     |
| 3    | Youna Dufournet     | 14.566 | Q     |
| 4    | Rudy Harrold        | 14.533 | Q     |
| 5    | Aliya Mustafina     | 14.533 | —     |
| 6    | Kim Bui             | 14.466 | Q     |
| 7    | Nataliya Kononenko  | 14.466 | Q     |
| 8    | Celine van Gerner   | 14.400 | Q     |
| 9    | Larisa Iordache     | 14.266 | Q     |
| 10   | Lisa Katharina Hill | 14.258 | R1    |
| 11   | Vanessa Ferrari     | 14.233 | R2    |
| 13   | Hannah Whelan       | 14.200 | R3    |

## Classifica
| Posizione | Ginnasta            | D Score | E Score | Pen. | Totale |
| --------- | ------------------- | ------- | ------- | ---- | ------ |
| Oro       | Viktorija Komova    | 6.700   | 8.966   | —    | 15.666 |
| Argento   | Anastasija Grišina  | 6.500   | 8.700   | —    | 15.200 |
| Bronzo    | Nataliya Kononenko  | 6.700   | 8.433   | —    | 15.133 |
| 4         | Kim Bui             | 6.200   | 8.500   | —    | 14.700 |
| 5         | Celine Van Gerner   | 6.200   | 8.433   | —    | 14.633 |
| 6         | Lisa Katharina Hill | 5.900   | 8.525   | —    | 14.425 |
| 7         | Ruby Harrold        | 6.100   | 8.266   | —    | 14.366 |
| 8         | Youna Dufournet     | 6.200   | 7.866   | —    | 14.066 |